# Kabrisztán szőnyeg
A kabrisztán szőnyeg gyapjú anyagú, finom csomózású kaukázusi futószőnyeg. A karabagh szőnyeggel rokon, feltehetően egy vidékről, a Kaukázus keleti hegyeiből származnak. Kék alapú tükrét egymással összefüggő medallionok sora díszíti, ezt stilizált szegfűidom koronázza.